# Mustela nivalis heptneri
Mustela nivalis heptneri es una subespecie de  mamíferos carnívoros  de la familia Mustelidae subfamilia Mustelinae.

## Distribución geográfica
Se encuentra en el Turkmenistán.